# Kenora District
Kenora District är ett distrikt i provinsen Ontario i Kanada. Kenora District har ytan är 407 213 kvadratkilometer och  hade 65 533 invånare vid folkräkningen år 2016. Distriktet är nära nog obefolkat med 0,16 invånare per kvadratkilometer. Trakten ingår i den boreala klimatzonen.